# Debile Menthol
Debile Menthol — швейцарская авант-проговая группа, за своё короткое существование с 1979 по 1985 г. записавшая 2 альбома.

## История
Группа могла бы стать частью движения Rock In Opposition, если бы появилась немного раньше, однако её участие было косвенным, так как оба её альбома были выпущены в каталоге Recommended Records.
Первая пластинка группы, Emile au jardin patrologique, была записана в 1981 году, но вызвала лишь умеренный интерес. В 1983 году она была выпущена на швейцарском отделении Recommended Records. Музыка на пластинке сочетала авангардный рок, элементы современной академической музыки, жёсткие ритмы нью-вейва, фольклорные традиции и французский уличный шансона, создавая уникальное звучание.
Группа Debile Menthol, несмотря на свою уникальность и влияние, не смогла добиться широкого признания и распалась по причине недостатка внимания со стороны публики. Практически всю свою жизнь Debile Menthol перебивались от одного фестиваля «новой европейской музыки» до другого, разбавляя всё концертами по странам, не самым лучшим в рейтинге гастролёра — Чехия, Венгрия и Югославия, где иной раз им приходилось выступать на одной сцене с монстрами прямолинейного хард-рока.
В 1984 году (в 1986 на Recommended) появился второй диск группы - Battre Campagne. В 1994 году были переизданы оба альбома Debile Menthol. Они были выпущены на одном диске, который стал двойным компакт-диском. Во-первых, музыка стала на порядок сложнее, нью-вейвовые корни заменились на жёсткие полу-панковые. В плане гармоний музыканты устраивали лабораторные эксперименты, стали больше петь, а ещё больше — выть и стонать. Иными словами, привнося ещё больший авангард. Бурные, рваные, ломаные ритмы, буквально опутанные в кажущемся безумном беспорядке струнами гитары, баса, скрипки классической скрипачки Марии Шваб и редкими вкраплениями «меди», которой на пластинке стало значительно меньше. Дело тут ещё в том, что к 1984 году коллектив покинули двое музыкантов, бывших на постоянной основе с самого начала группы. В той или иной степени, их заменили приходящие гости, в роли которых выступили весьма известные ныне в узких кругах музыканты — саксофонист Бруно Мейе, в то время только-только появившийся в Etron Fou Leloublan, а также кларнетист Пьер Кауфманн, которого вы могли слышать позже в L'Ensemble del Raye.
С L'Ensemble del Raye связана косвенно и дальнейшая история группы. В 1985 году Debile Menthol распались, однако двое музыкантов оттуда — Седрик Вуй и Жан-Венсан Угенэн в 1987 году собрали новый коллектив L'Ensemble del Raye, не похожий стилистически на то, что играли они в Debile Menthol, но записавший несколько интересных альбомов.

## Дискография
- Emile au jardin patrologique — 1981
- Battre Campagne — 1984

## Близкие группы
- L'Ensemble del Raye
- Etron Fou Leloublan